# لوی کراتونگ
لوی کراتونگ فستیوال تایلندی است که هر سال در سراسر تایلند و در کشورهای اطراف و مناطقی از آنها (لائوس، شان، مون، تانینتاریی، کلانتان، کداح و خیشوانگبانا دای) که فرهنگ تای جنوب غربی در آنها چشمگیر است، برگزار می‌شود. لوی کراتونگ را می‌توان به «شناور سازی فانوس‌ها یا ظروف آیینی» معنی کرد که برگرفته از سنت ساخت کراتونگ (krathong) یا شناور، سبدهای تزئین شده، که بعد از آماده‌سازی روی رودخانه شناور می‌شوند، می‌باشد. ریشهٔ آغاز این فستیوال به هند بر می‌گردد.